# Protoribotritia oligotricha
Protoribotritia oligotricha är en kvalsterart som beskrevs av Johann Christian Friedrich Märkel 1963. Protoribotritia oligotricha ingår i släktet Protoribotritia och familjen Oribotritiidae. Arten är reproducerande i Sverige. Inga underarter finns listade i Catalogue of Life.